# Dino Risi
Pour les articles homonymes, voir Risi.
Dino Risi, né le 23 décembre 1916 à Milan et mort le 7 juin 2008 à Rome, est un réalisateur et scénariste italien.
Considéré comme l'un des plus grands représentants de la comédie à l'italienne avec Mario Monicelli et Luigi Comencini, il est l'un des premiers réalisateurs à creuser la veine de la satire sociale.

## Biographie
Dino Risi est né à Milan le 23 décembre 1916, deuxième fils (avec sa sœur Mirella, 1916-1977) du médecin Arnaldo Risi (qui avait assisté Gian Pietro Lucini (it), 1867-1914) et de Giulia Mazzocchi, fille à son tour de Luigi Mazzocchi (1842-1925), garibaldien et éminent ingénieur civil. Sa cousine est Elda Mazzocchi Scarzella (it) (1904-2005), fille de son oncle Cesare Mazzocchi (1876-1945), un architecte réputé. Son frère Nelo (1920-2015) est né après lui. En octobre 1929, à l'âge de 12 ans, il perd son père.

### les débuts: années 1940

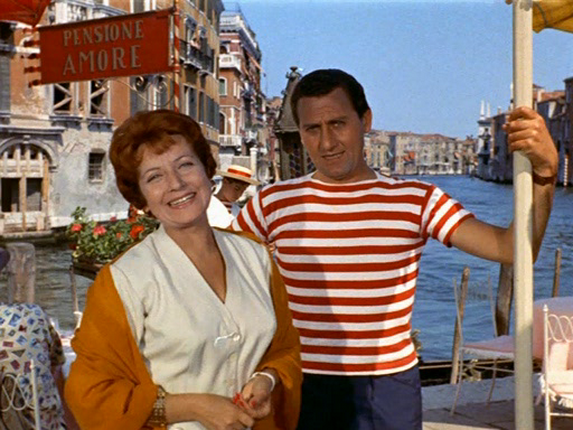
Anna Campori et Alberto Sordi dans la comédie Venise, la Lune et toi (1958).

Après avoir étudié au lycée classique Giovanni Berchet (it) à Milan et obtenu un diplôme de médecine et de chirurgie à l'université de Milan, il refuse de devenir psychiatre comme l'aurait souhaité sa mère et commence une carrière cinématographique comme assistant réalisateur de Mario Soldati pour Le Mariage de minuit (1941) et d'Alberto Lattuada pour Giacomo l'idealista (1943). Durant la Seconde Guerre mondiale, il se réfugie en Suisse où il suit les cours de Jacques Feyder. Sa première œuvre est un court métrage tourné en 1946, Barboni (parfois traduit « Clochards ») sur les chômeurs et les sans-abri à Milan. D'autres films suivront, dont Buio in sala (it) (1950), tourné dans un Milan encore marqué par les décombres de la guerre : l'histoire d'un voyageur de commerce maladroit et quelque peu déprimé, entrant dans un cinéma où est projeté un western, en ressort plus fort et plus résolu. Risi parlait du cinéma comme d'un « maestro di vita ». Le court-métrage, qui avait coûté 200 000 lires, est vendu à Carlo Ponti deux millions de lires, ce qui renforce la vocation créative de Risi, qui s'installe à Rome. Son premier travail dans la capitale est d'écrire le scénario d´Anna (1951) d'Alberto Lattuada.

### Années 1950
En 1952, il passe à la réalisation de longs métrages avec Vacanze col gangster dans lequel il lance Mario Girotti, alors âgé de 12 ans, qui prendra plus tard le nom de Terence Hill.
Le succès survient avec Pain, amour, ainsi soit-il (1955), la suite de la série à succès de Luigi Comencini, Pain, Amour et Fantaisie (1953) et Pain, Amour et Jalousie (1954), qui narre les exploits comiques du maréchal Carotenuto (interprété par Vittorio De Sica dans les trois films). Cette œuvre fut le 4e plus gros succès du box-office Italie 1955-1956 avec 7,7 millions d'entrées,. Ensuite Risi s'impose avec Pauvres mais beaux (1956), une comédie tournée avec un budget limité, mais qui rencontre un grand succès public, se plaçant 6e du box-office Italie 1956-1957 avec 6,8 millions d'entrées, au point d'avoir également deux suites : Beaux mais pauvres (1957) et Pauvres Millionnaires (1959).
La même année, il réalise Le Veuf, une satire cynique de mœurs avec Alberto Sordi et Franca Valeri. Il dirige ensuite Vittorio Gassman dans L'Homme aux cent visages (1960), un film qui installé définitivement l'acteur génois dans les rôles comiques après le triomphe du Pigeon de Monicelli sorti deux ans plus tôt.

### Années 1960

Catherine Spaak et Vittorio Gassman dans Le Fanfaron (1962).

Les années 60 consacrent le cinéma de Dino Risi, plusieurs critiques le comparant à Billy Wilder. Les sujets traités sont généralement des comédies politiques qui montrent les avancées et les reculs de l'Italie de l'époque tel Une vie difficile (1961) où il offre à Alberto Sordi un rôle dramatique face à Lea Massari. Risi fait appel à l’humour et met en scène des duos comiques de bons à rien. Le personnage du traître héros est également une figure récurrente de son cinéma, symbole des impasses politiques de l’Italie moderne. Il révolutionne la comédie avec Le Fanfaron (1962), qui, après une histoire au tempo très enlevé, connaît un dénouement déstabilisant. Le Fanfaron reste le film le plus indissociable de son réalisateur, précurseur des road movies américains, l'histoire d'un gaffeur quadragénaire (Vittorio Gassman) engagé dans l'initiation à la vie d'un étudiant timide et maladroit (Jean-Louis Trintignant), sur fond de miracle économique italien. Gassman a également joué dans La Marche sur Rome (1962) et Les Monstres (1963), avec Ugo Tognazzi dans les deux cas, et dans Le Gaucho (1964), un récit au vitriol du voyage infructueux en Argentine d'un groupe de cinéastes déboussolés.
Risi offre une esquisse de l'Italie des vacances dans Play-Boy Party (1965), avec Enrico Maria Salerno et Sandra Milo, puis travaille avec Nino Manfredi et Totò dans Opération San Gennaro (1966, prix d'argent au Festival international du film de Moscou 1967) et de nouveau avec Gassman dans L'Homme à la Ferrari (1967) et Le Prophète (1968).
Il réussit à rendre Tognazzi mutique pendant toute la durée de Fais-moi très mal mais couvre-moi de baisers (1968) qui joue sur les stéréotypes du romantisme des romans-photos et des chansons du festival de Sanremo et met en scène le couple Nino Manfredi-Pamela Tiffin.
Dans le film à sketches Une poule, un train... et quelques monstres (1969, année où il perd sa mère en mars), il aborde le thème de la sexualité après soixante-huit ans, Manfredi y jouant les sept personnages. Dans la même série : Le Sexe fou (1973), avec Giancarlo Giannini et Laura Antonelli et Les Derniers Monstres (1982), avec Johnny Dorelli, Laura Antonelli et Gloria Guida.

### Années 1970
En 1971, il fixe les vices et les défauts des Italiens dans Au nom du peuple italien, avec le couple Tognazzi-Gassman, et La Femme du prêtre, avec le couple Loren-Mastroianni.
Il passe ensuite au drame psychologique avec Parfum de femme (1974) et Âmes perdues (1977), deux films sur les maux de la vie, tous deux adaptés de romans de Giovanni Arpino avec un Gassman qui montre une nouvelle facette de ses talents d'acteur. Parfum de femme obtient le prix d'interprétation masculine au Festival de Cannes 1975, et suscitera un remake hollywoodien avec Al Pacino : Le Temps d'un week-end réalisé par Martin Brest.

### À partir de 1980

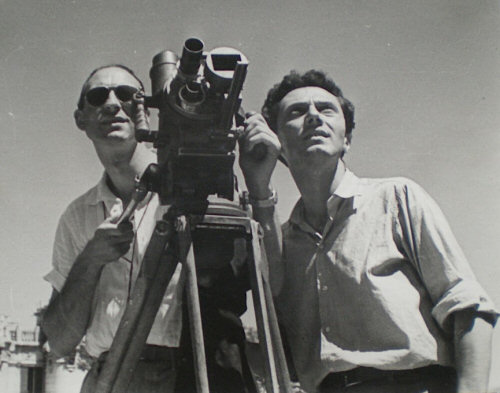
Dino Risi (à droite) et le chef opérateur Romolo Garroni au début de leur carrière.

Il retourne travailler avec Mario Monicelli et Ettore Scola dans Les Nouveaux Monstres (1977), un autre film à sketches, suite inégale des Monstres d'une quinzaine d'années plus tôt. Dans les mêmes années, il continue dans la veine comique en dirigeant le duo Tognazzi-Gassman dans La Carrière d'une femme de chambre (1976), Renato Pozzetto dans Je suis photogénique (1980) et Lino Banfi dans Il commissario Lo Gatto (1986). Dans un registre plus sérieux, il faut mentionner Cher papa (1978), avec l'industriel Gassman, père d'un terroriste qui le désigne comme la prochaine victime d'un attentat, Fantôme d'amour (1981), l'histoire d'amour nostalgique d'un homme (Marcello Mastroianni) qui poursuit sa maîtresse décédée (Romy Schneider) dans les rues de Pavie, et Le Fou de guerre (1985) avec Coluche et Beppe Grillo, adapté du roman Il deserto della Libia de Mario Tobino dont son ami Monicelli s'inspirera pour son dernier film, Le rose del deserto, une vingtaine d'années plus tard.
Dans les années 1990, il travaille pour la dernière fois avec Gassman dans Valse d'amour (1990) et réalise Giovani e belli (1996), un remake de Pauvres mais beaux, avec Ciccio Ingrassia. Ce sont ses deux derniers films.
Il a collaboré avec les plus grands acteurs comiques italiens : Vittorio Gassman (seize fois), Ugo Tognazzi (douze), Nino Manfredi (sept), Alberto Sordi (cinq), Marcello Mastroianni (trois). Avec Totò, il n'y eut qu'une seule collaboration pour le film Opération San Gennaro en 1966, une année avant la mort de l'acteur.
Souvent nommé, mais jamais récompensé au festival de Cannes, celui-ci par reconnaissance finit par organiser une rétrospective de quinze de ses films en 1993.
En 2002, il reçoit le Lion d'or pour l'ensemble de ses réalisations.
En 2004, il publie son autobiographie I miei mostri et est l'un des invités d'honneur de la première édition du Festival della mente à Sarzana (province de La Spezia).

### Vie privée
Pendant une trentaine d'années, Risi a vécu dans un appartement de la résidence Aldrovandi à Rome, au cœur du quartier de Parioli, où il est mort le matin du 7 juin 2008, après une longue maladie qui lui a fait souhaiter l'euthanasie volontaire. Son corps est incinéré et ses cendres sont dispersées en Suisse, à Mürren (Berne), là où il a rencontré sa première femme, Claudia Mosca.
Il est le frère du poète et metteur en scène Nelo Risi (époux de l'écrivaine Edith Bruck) et cousin au second degré de la supercentenaire, essayiste et poète Carla Porta Musa.
Dans plusieurs de ses œuvres, Risi a dénommé « Pacilli » les personnages jouant des médecins. Il s'agissait d'un salut à son ancien ami universitaire en médecine Nino Pacilli.
Le livre Registi d'Italia de Barbara Palombelli contient des déclarations sur son athéisme :

« En tant qu'athée, j'étais exempté du cours de religion, je pouvais arriver plus tard et sauter la première heure, j'étais jalousé. […] Quand je suis au plus bas, je veux qu'on m'emmène à Waterloo, en Belgique. Je suis allé voir la triste plaine où l'Empereur a été vaincu, ce n'est pas grand chose. Mais imaginez la bonne épitaphe que ça me ferait, moi, l'athée impénitent : "Dino Risi, né à Milan, mort à Waterloo" »

— Dino Risi,
En juillet 2009, le Circolo del cinema Dino Risi est fondé dans la ville de Trani. Ses présidents d'honneur sont ses fils Claudio (mort en avril 2020) et Marco Risi.

## Filmographie

### Réalisateur de cinéma

#### Courts métrages
- 1946 : Barboni
- 1946 : I bersaglieri della signora
- 1946 : Verso la vita
- 1947 : Cortili
- 1947 : Pescatorella
- 1947 : Strade di Napoli
- 1947 : Tigullio minore
- 1948 : 1848
- 1948 : Costumi e bellezze d'Italia
- 1948 : Cuore rivelatore
- 1948 : La fabbrica del duomo
- 1948 : Segantini, il pittore della montagna
- 1949 : Caccia in brughiera
- 1949 : La città dei traffici
- 1949 : La montagna di luce
- 1949 : Seduta spirita
- 1949 : Terra ladina
- 1949 : Vince il sistema
- 1950 : Buio in sala (it)
- 1950 : Fuga in città
- 1950 : Il grido della città
- 1950 : L'isola bianca
- 1950 : Siero della verità

#### Longs métrages
- 1952 : Vacanze col gangster
- 1953 : Le Chemin de l'espérance (Il viale della speranza)
- 1953 : L'Amour à la ville (L'amore in città), segment Le Bal du samedi soir (Paradiso per tre ore)
- 1955 : Le Signe de Vénus (Il segno di Venere)
- 1955 : Pain, amour, ainsi soit-il (Pane, amore, e...)
- 1956 : Pauvres mais beaux (Poveri ma belli)
- 1957 : Beaux mais pauvres (Belle ma povere)
- 1957 : L'Impossible Isabelle (La nonna Sabella)
- 1958 : Venise, la Lune et toi (Venezia, la luna e tu)
- 1959 : L'Homme aux cent visages (Il mattatore)
- 1959 : Pauvres Millionnaires (Poveri milionari)
- 1959 : Le Veuf (Il vedovo)
- 1960 : L'Inassouvie (Un amore a Roma)
- 1961 : Une vie difficile (Una vita difficile)
- 1961 : À huis clos (A porte chiuse)
- 1962 : La Marche sur Rome (La marcia su Roma)
- 1962 : Le Fanfaron (Il sorpasso)
- 1963 : Le Succès (Il successo), coréalisé avec Mauro Morassi
- 1963 : Le Jeudi (Il giovedì)
- 1963 : Les Monstres (I mostri )
- 1964 : Le Gaucho (Il gaucho)
- 1965 : Les Complexés (I complessi), segment Une journée décisive
- 1965 : Play-Boy Party (L'ombrellone)
- 1965 : Nos maris, segment Il marito di Attilia
- 1965 : Les Poupées (Le bambole)
- 1966 : Opération San Gennaro (Operazione San Gennaro)
- 1967 : L'Homme à la Ferrari (Il tigre)
- 1968 : Le prophète (Il profeta)
- 1968 : Fais-moi très mal mais couvre-moi de baisers (Straziami, ma di baci saziami)
- 1969 : Une poule, un train... et quelques monstres (Vedo nudo)
- 1969 : Il giovane normale
- 1970 : La Femme du prêtre (La moglie del prete)
- 1971 : Au nom du peuple italien (In nome del popolo italiano)
- 1971 : Moi, la femme (Noi donne siamo fatte cosi)
- 1973 : Rapt à l'italienne (Mordi e fuggi)
- 1973 : Le Sexe fou (Sessomatto)
- 1974 : Parfum de femme (Profumo di donna)
- 1976 : La Carrière d'une femme de chambre (Telefoni bianchi)
- 1977 : La Chambre de l'évêque (La stanza del vescovo)
- 1977 : Âmes perdues (Anima persa)
- 1977 : Les Nouveaux Monstres (I nuovi mostri), coréalisé avec Mario Monicelli et Ettore Scola
- 1978 : Dernier Amour (Primo amore)
- 1979 : Cher papa (Caro papà)
- 1980 : Je suis photogénique (Sono fotogenico)
- 1980 : Les Séducteurs (I seduttori della domenica), segment Le Carnet d'Armando
- 1981 : Fantôme d'amour (Fantasma d'amore)
- 1982 : Les Derniers Monstres (Sesso e volentieri)
- 1984 : Le Bon Roi Dagobert
- 1985 : Le Fou de guerre (Scemo di guerra)
- 1986 : Il commissario Lo Gatto
- 1987 : Teresa
- 1990 : Valse d'amour (Tolgo il disturbo)
- 1996 : Giovani e belli
- 1996 : Exercices de style (Esercizi di stile), segment Myriam

### Réalisateur de télévision
- 1984 : Et la vie continue (...e la vita continua) (mini-série télévisée)
- 1988 : Il vizio di vivere (it) (téléfilm) avec Carol Alt, Andrea Occhipinti (it), William Berger
- 1989 : Quattro storie di donne (it) (mini-série télévisée), épisode 2 Carla avec Gudrun Landgrebe
- 1989 : La Paysanne aux pieds nus (it) (La ciociara) (téléfilm) avec Sophia Loren, Andrea Occhipinti (it), Robert Loggia
- 1991 : Vita coi figli (téléfilm)
- 1993 : La Voie de l'amour (it) (Missione d'amore) (mini-série télévisée) avec Carol Alt, Ethan Wayne (en), Philippe Caroit
- 2002 : Le ragazze di Miss Italia (it) (téléfilm) avec Christiane Filangieri (it), Alessandra Meloni (it), Nadia Bengala (it)

### Scénariste
- 1949 : Chanson des rues (it) (Canzoni per le strade) de Mario Landi
- 1951 : Anna d'Alberto Lattuada
- 1958 : Anna de Brooklyn (Anna di Brooklyn) de Vittorio De Sica et Carlo Lastricati (it)

## Distinctions

### Récompenses
- Mostra de Venise 1946 : mention spéciale documentaire du Prix de la critique internationale pour Barboni
- Berlinale 1956 : mention honorable du meilleur film humoristique pour Pain, amour, ainsi soit-il
- Festival de Saint-Sébastien 1957 : Coquille d'or pour L'Impossible Isabelle
- Festival de Thessalonique 1963 : prix d'honneur pour Le Fanfaron
- Festival de Mar del Plata 1963 : prix de la mise en scène pour Le Fanfaron
- Festival de Saint-Sébastien 1967 : Coquille d'argent pour L'Homme à la Ferrari
- Festival de Moscou 1967 : prix d'argent pour Opération San Gennaro
- David di Donatello 1975 : David di Donatello du meilleur réalisateur pour Parfum de femme
- Césars 1976 : César du meilleur film étranger pour Parfum de femme
- Mostra de Venise 1987 : Prix Pietro-Bianchi
- Mostra de Venise 2002 : Lion d'or d'honneur
- David di Donatello 2005 : David di Donatello spécial pour sa carrière

### Nominations
- Festival de Cannes 1955 : en compétition pour la Palme d'or pour Le Signe de Vénus
- Berlinale 1960 : en compétition pour l'Ours d'or pour L'Homme aux cent visages
- Festival de Cannes 1975 : en compétition pour la Palme d'or pour Parfum de femme
- Oscars 1976 : nomination à l'Oscar du meilleur scénario adapté avec Ruggero Maccari pour Parfum de femme
- Festival de Cannes 1979 : en compétition pour la Palme d'or pour Cher Papa
- Festival de Valladolid 1981 : en compétition pour l'Epi d'or pour Fantôme d'amour
- Festival de Chicago 1982 : en compétition pour le Hugo d'or pour Fantôme d'amour
- Festival de Cannes 1985 : en compétition pour la Palme d'or pour Le Fou de guerre

## Mémoires
- Mes monstres. Mémoires, trad. de Béatrice Vierne de I miei mostri (2004), Lausanne/Paris, Éditions L’Âge d’Homme/de Fallois, 2014, 253 p.  (ISBN 978-2-87706-847-5)